# Teresa Mulet
Teresa Mulet (Caracas, 1970) es una artista plástico y diseñadora venezolana con una trayectoria artística que la ha llevado a participar en proyectos de comunicación visual, instalación artística, total design, y diversos tipos de representación de las artes visuales, tanto en Venezuela como en otros países de América y Europa. Su obra se caracteriza por estar siempre atravesada por una importante carga filosófica, que busca llevar al espectador a un estado reflexivo una vez se ha iniciado el contacto y el diálogo con la obra, centrándose constantemente en temas como la violencia, el poder y la descomposición social.

## Biografía
Teresa Mulet nace en Caracas en 1970; en 1990 se graduó en el instituto de diseño Neumann, en Caracas, y en 1991 obtiene el grado en comunicación visual en la Escuela Prodiseño, también en Caracas. Desde 1994 hasta 1998 cursó seis semestres en la Escuela de Filosofía de la Universidad Central de Venezuela.  En estos primeros años Mulet se dedica a trabajar en el taller El Diseño, donde se encargó de la imagen de distintas publicaciones periódicas dentro de Venezuela.
En 1998 viaja a Italia, donde conoce al maestro Angiolo Giuseppe Fronzoni, y posteriormente obtiene el Master en Total Design en el Estudio AG Fronzoni. Las enseñanzas de Fronzoni, según la propia artista, fueron capitales para el desarrollo de su obra. Más tarden, en el año 2009, realiza un diplomado de transformación educativa y pensamiento complejo en la Multiversidad Edgar Morin.
Durante su estancia en Italia, Mulet trabajó en el estudio del arquitecto italiano Matteo Thun, donde le dio identidad gráfica a varios Hoteles en Europa. Luego de haber estudiado y trabajado en Italia, regresa a Caracas y se reencuentra con otro gran maestro para ella: Álvaro Sotillo, con el que aprende a acercarse al diseño de manera mucho más detallista. A partir de 2001 empieza a realizar varios proyectos en Caracas, y paralelamente realiza exhibiciones en otros países. Desde el año 2018 reside en Barcelona, España, donde también ha estado realizando importantes proyectos.

## Obra
La obra de Mulet combina diversos elementos de las artes visuales y de otras disciplinas como la lingüística, la arquitectura, la tipografía, o incluso disciplinas que no están emparentadas con la comunicación visual; en este sentido, encuentra en la instalación artística un nicho ideal para construir los conceptos que se propone representar en lo que se entiende como un proyecto transdisciplinario. A través de las instalaciones la artista intenta que el espectador interactúe con la obra, logrando un acto reflexivo que lo va a llevar a dialogar con los conceptos que han sido representados y que por norma tienen una orientación crítica de los problemas sociales del ser humano. En palabras de Mulet: «El arte, si no es crítico, es decoración».
Su trayectoria artística se puede dividir en dos etapas: una primera que empieza en Italia en el año 1998, donde estudia y aprende con  el maestro Angiolo Giuseppe Fronzoni y donde este le inculca importantes conceptos filosóficos sobre el diseño. Luego de su pasantía en el taller de Fronzoni, Mulet pasó a formar parte del estudio milanés del famoso arquitecto italiano Matteo Thun. Allí trabajó en la identidad gráfica de un hotel en Hamburgo. Esa fue la primera vez en que sacó una fuente del papel (un espacio bidimensional) para trasladarla a un espacio tridimensional: colocó una enorme "P" color lila en la puerta de la piscina de ese recinto. Hacia el final de su estadía en Italia trabajó en la identidad gráfica del hotel Villa Sao Paolo, ubicado en la ciudad de San Gimignano, en la Toscana. Se inspiró en los colores de la naturaleza que rodea el complejo para definir la paleta de colores propia del lugar, éstos junto a la hoja del olivo —árbol propio de la región— forman parte de la identidad del hotel.
Con su regreso a Venezuela, empieza su segunda etapa en la que su obra comienza a tomar las dimensiones críticas y de compromiso con la denuncia sobre los problemas que acarrea la sociedad venezolana. Desde el año 2001 hasta el año 2002 exhibe su primera instalación en Caracas, en el barrio Las Mayas, proyecto titulado Mayas Sensoriales.  En éste, un grupo de diseñadores y sociólogos visitaron el sector Las Mayas para conocer acerca de la vida del barrio y crear a partir de su experiencia señalizaciones que les sirvieran a los habitantes de la barriada para ubicar los distintos servicios domésticos que se ofrecen en las casitas aledañas a las escaleras.
Mulet suele darle el nombre de ejercicios a sus obras, donde la materialización de esta es entonces un ejercicio reflexivo, que además es pensado por la artista como un acto ritual necesario  para ella misma y que, al mismo tiempo, invita al espectador a realizar este ejercicio. Como es común en las instalaciones artísticas, el espacio es una parte fundamental en la obra de Mulet, llevando al espectador a transitar en la representación de un texto que a su vez es su propio contexto. Según las palabras de la artista, sus ejercicios no suelen ser abstracciones de una realidad o de ciertos conceptos, sino que intentan presentar visualmente esa realidad. Un ejemplo de esto son sus obras Ejercicio Volumen o Ejercicio Contable, ambos pertenecientes a un proyecto iniciado en 2013, que intentaba contar las cifras de los muertos por asesinato en Venezuela; contar en el sentido de «decirlo» y en el sentido de «enumerarlo» y hacerlo visible. El ejercicio se llevó a cabo apilando hojas de papel tamaño carta, con la idea de representar el volumen de la cifra 24.763 (número de asesinatos tan solo en el año 2013), cifra que al decirla o leerla no significa nada. En 2016, con este proyecto, Mulet quería contabilizar la cifra desde el año 1999 (año en el que inicia el primer mandato de Hugo Chávez) hasta el año 2016, es decir: 283.366 (según el informe del observatorio venezolano de violencia). Para esto se había propuesto hacer varias columnas, donde cada pila  de hojas representaba un año, resultando en una forma parecida a la de una gráfica de datos estadísticos. La idea inicial desde que había empezado el proyecto era hacer un homenaje a los muertos por asesinato con un libro, donde cada hoja contaría un muerto, pero esto se hizo imposible ya que el volumen resultante tan solo del año 1999 donde hubo 5.800 muertes violentas era de 58 cm.
Otro elemento importante en la obra de Mulet es la palabra, incluso llegando a desarrollar su propio sistema tipográfico, con el que además realiza su proyecto «tipo útil», donde les da vida a objetos utilitarios. La contraparte de «tipo útil» es «tipo inútil», donde a través de la tipografía y otros elementos se experimenta con las posibilidades de los signos. En obras como alfabeto doble-desdoble (2014), propone un desdoblamiento de las letras del alfabeto al contraponerlas visualmente a través de un oxímoron, dando a entender la posibilidad de generar nuevos significados. Himno silente (2014), es un ejercicio donde Mulet le dio cuerpo a las palabras del himno nacional de Venezuela para reflexionar sobre lo estéril de los signos que componen ese texto. Mulet explica que «silente» hace referencia al «ente» que guarda silencio, y que, además, guarda silencio cuando hay algo que se debería decir.

## Catálogo de las obras

### art fair[10]
- Cada-ver-es. Cada-vez-más. ArteBA. Galería Carmen Araujo. 2019
- Ejercicio contable. Ch.ACO. Galería Carmen Araujo. Santiago de Chile, 2019
- Ejercicio volumen. ARCO. Galería Carmen Araujo.  Madrid, 2018
- Memoria Perna. Pinta. El Anexo. Arte Contemporáneo, Miami, 2018
- tipo inútil . palabra-silente. Pinta. El Anexo. Arte Contemporáneo, Miami, 2014

### Exhibiciones individuales
- Campo de control. [des]control. Lo Pati. Centro de Arte de las Tierras del Ebro, Amposta - España, 2019
- In-contable. ejercicios sobre la violencia. Centro de Arte La Casa Elisalde. Barcelona, 2018
- Tipo inútil. palabra silente. ONG. Organización Nelson Garrido. Caracas, 2014
- Cada-ver-es. cada-vez-más. El Anexo. Arte Contemporáneo. Caracas, 2010
- Tipo útil. letra flex. Espacio-t. Periférico Caracas. Arte contemporáneo, Caracas 2008
- Tipo útil. cuadra. Espacio-t. Periférico Caracas. Arte contemporáneo, Caracas 2008
- Tipo útil. signos. Espacio-t. Periférico Caracas. Arte contemporáneo, Caracas 200

### Exhibiciones colectivas
- Pasar-parar. hidro–gráfias. [entre–ríos]. Casa Luis Perou de la Croix. Bucaramanga - Colombia, 2019
- Señales de la erosión. Carmen Araujo arte. Caracas, 2019
- [personal]–geografías–. Centro Cultural de Belgrado, Galería Podroom, Belgrade. Serbia, 2018
- Caracas reset. La Colonie (Kader Attia). Paris, 2018
- Poli(criti)ca. Fugaz. Lima, 2018
- Caracas in-ter-ve-ni-da. Centro de Arte La Trinidad. Caracas, 2017
- Collezione 20 anni salone satellite. International design salon.  Milano, 2017
- Entre utopías y realidades. Acvic [Centre d’Arts Contemporànies]. Vic, España, 2016
- Traslocaciones experiencias temporales, prácticas artísticas y contextos locales. Centro de Arte. Arts Santa Mónica. Barcelona, 2015
- Jóvenes con fia. [artista invitada]. Centro de Arte los Galpones. Caracas, 2015
- Ducumental [papel] El Anexo. Arte Contemporáneo. Caracas, 2015
- Bid2014. bienal internacional de diseño. Matadero Madrid, 2014
- Indagación y seguimiento. Sala Mercantil. Caracas, 2014
- Cada-ver-es. cada-vez-más. Galeria d’Museo. Caracas, 2014
- Bienal iberoamericana de diseño. Museo de Casa Brasilera. Sao Paulo, 2013
- Diálogos contemporáneos desde la colección. Museo de Arte Contemporáneo de Caracas. MACC, Caracas 2013
- Nomateria. diseño industrial en Venezuela. Museo de la Estampa y El Diseño Carlos Cruz-Diez. Caracas, 2012
- Ducumental [video].  El Anexo. Arte Contemporáneo. Caracas, 2011
- El quinquenio. El anexo arte contemporáneo. La Caja. Centro Cultural Chacao. Caracas, 2011
- Salone satellite. tipo útil. International design salon. Milano, 2011
- Bienal internacional de arte contemporáneo. la pantalla y el marco. [artista invitada]-ULA. Universidad de Los Andes. Mérida, 2010
- Eco-design. FAU. Universidad Central de Venezuela. Caracas, 2010
- Con Obregon. Periférico Caracas. Arte contemporáneo. Caracas, 2009
- Bienal iberoamericana de diseño, bid_08. Central de Diseño. Mataderos. Madrid, 2008-2009
- Murales. Sala Mendoza. Arte Contemporáneo. Caracas, 2008
- Identidad para llevar. Souvenir del siglo XXI. Brithis council. Museo de la Estampa y El Diseño Carlos Cruz-Diez. Caracas, 2008
- Con Obregon. Periférico Caracas. Arte contemporáneo. Caracas, 2008
- Avverati. salone satellite. tipo útil. International design salon. Milano, 2007
- Food. Nuova architetture. Triennale – Palazzo dell’Arte. Milano, 2007
- Handled with care. contemporary ceramic work. Designboom. London, 2007
- Minimal-Galleria La Cuadra. Caracas, 2006
- Import-export. Centro Cultural Corp Grop. Caracas, 2006
- Estructuras de sobrevivencia_caracas group. Bienal de Arte Venecia. Venezia, 2003
- Salone satellite. tipo útil. International design salon. Milano, 2001

### Intervenciones en espacios públicos
- Ejercicio agitar— soltar. [acción-performance] Ucab. Universidad Católica Andres Bello. Caracas, 2018
- Dale Letra. [acción ciudadana]. Manifestaciones de la calle. Caracas, 2016-2017
- Plataforma ‘ahora’. [installation]. Centro de Arte La Trinidad. Caracas, 2015
- Este presente es todo. [penetrable tipográfico]. Centro Cultural el Hatillo. Caracas, 2014
- En(re). tipo útil.  [installation]. Centro de Arte los Galpones. Provita. Caracas, 2014
- Valores en tránsito. [installation]. Ucab. Universidad Católica Andres Bello. Caracas, 2013
- En(re). tipo útil. [installation]-Fist_art. Foundation. Puerto Rico, 2009
- Naturaleza—útil. [installation]. Auditorium Villa San Paolo. San Gimignano. Firenze, 2005
- Mayas sensoriales. estructuras de sobrevivencia. [installation]. Barrio de las Mayas. Caracas, 2001-2002